# Marzena Seroka
Marzena Seroka, po mężu Czarnecka (ur. 1959) – polska koszykarka, występująca na pozycji rozgrywającej, reprezentantka Polski, multimedalistka mistrzostw Polski.
W sezonie 1984/1985 zajęła szóstą pozycję w lidze pod względem łącznej liczby punktów (510).

## Osiągnięcia
Drużynowe
- Mistrzyni Polski (1989)[2]
- Wicemistrzyni Polski (1988)
- Awans do PLKK:
  - ze Ślęzą Wrocław (1980)
  - z Czarnymi Szczecin (1984)